# Historia de 'S'
Historia de 'S'  es una película española, dirigida por Francisco Lara Polop y estrenada el 12 de marzo de 1979.

## Argumento
Sebastián (Alfredo Landa), modista de gran prestigio, es consciente del aburrimiento que le produce la rutina sexual con su esposa. Se hace entonces con una buena cantidad de material erótico, incluidas revistas y libros y se pone al día de lo que está de actualidad en los aspectos sexuales. Su esposa, alarmada ante la nueva actitud de Sebastián, se plantea incluso la posibilidad de ingresarlo. Sebastián, empeñado en modernizarse hasta el extremo, organiza un desfile con nuevos modelos eminentemente eróticos. Su sorpresa es mayúscula al comprobar que el modelo estrella, lo luce sobre la pasarela su propia esposa. Sebastián entra en cólera y se da cuenta de sus propios errores, reconciliándose finalmente con su mujer.

## Curiosidades
Historia de 'S' es, para su protagonista Alfredo Landa, la peor película en la que actuó nunca (—¿Alguna película mala [en tu carrera]? —Historia de 'S', horrible, abominable).